# トルヒーリョ (ペルー)
トルヒーリョ（Trujillo (スペイン語: [tɾuˈxiʝo]; ケチュア語: Truhillu; モチカ語: Cɥimor)）は、ペルーのラ・リベルタ県の都市である。ペルーの北西部に位置し、国内第3位の規模の都市である。ペルー北部の経済中心地である。モチェ川の河岸、太平洋への河口近くに位置する。名称を現地スペイン語発音のカタカナ表記は「トゥルヒージョ」である。気候が年間を通して安定していることから、常春の街「La Ciudad de la Eterna Primavera」と言われている。
また、毎年1月にペルーを代表する国民舞踊であるマリネラ・ノルテーニャの世界大会が行われることでも有名である。

## 歴史
トルヒーリョはスペインの征服者たちによってたてられた最初の都市の一つである。1534年12月6日にディエゴ・デ・アルマグロはこの都市を建設し、フランシスコ・ピサロの出生地であるスペインエストレマドゥーラのトルヒーリョからトルヒーリョと名付けた。
1537年11月23日、スペイン国王カルロス1世はこの街に"市"の格と、現在も市のシンボルとして残る紋章を与えた。
1619年、地震により街は破壊された。1624年、街の再建による新しい発展の時代が始まった。イエズス会は神学校と司祭の教育のための学校を開いた。彼らはまた、先住民への宣教師も務めた。
この都市はスペインの統治に対する闘争で重要な役割を演じた。1820年にスペインからの独立を宣言したペルーの最初の重要な都市となった。1825年には臨時の首都となった。革命のリーダーシモン・ボリバルの本部となった。

## 気候
トルヒーリョは非常に乾燥した砂漠気候である。平均気温は21℃である。夏は32℃を超えることがある。一年の大部分は、気温が20℃台の前半から中程である。
日照が多く一年を通して快適な天候から、常春の都市として知られる。10月上旬のInternational Spring Festivalでは、ペルーや世界中から多くの人が訪れる。
| トルヒーリョの気候                                                                                               | トルヒーリョの気候 | トルヒーリョの気候 | トルヒーリョの気候 | トルヒーリョの気候 | トルヒーリョの気候 | トルヒーリョの気候 | トルヒーリョの気候 | トルヒーリョの気候 | トルヒーリョの気候 | トルヒーリョの気候 | トルヒーリョの気候 | トルヒーリョの気候 | トルヒーリョの気候 |
| 月 | 1月                | 2月                | 3月                | 4月                | 5月                | 6月                | 7月                | 8月                | 9月                | 10月               | 11月               | 12月               | 年                 |
| --- | ------------------ | ------------------ | ------------------ | ------------------ | ------------------ | ------------------ | ------------------ | ------------------ | ------------------ | ------------------ | ------------------ | ------------------ | ------------------ |
| 最高気温記録 °C （°F）                                                                                           | 32.0 (89.6)        | 35.0 (95)          | 36.0 (96.8)        | 35.0 (95)          | 32.7 (90.9)        | 30.0 (86)          | 29.3 (84.7)        | 27.0 (80.6)        | 27.4 (81.3)        | 30.5 (86.9)        | 28.0 (82.4)        | 29.5 (85.1)        | 36.0 (96.8)        |
| 平均最高気温 °C （°F）                                                                                           | 25.0 (77)          | 26.0 (78.8)        | 26.0 (78.8)        | 24.5 (76.1)        | 23.2 (73.8)        | 22.0 (71.6)        | 21.1 (70)          | 20.4 (68.7)        | 20.4 (68.7)        | 20.9 (69.6)        | 22.1 (71.8)        | 23.5 (74.3)        | 22.9 (73.2)        |
| 日平均気温 °C （°F）                                                                                             | 21.0 (69.8)        | 22.1 (71.8)        | 22.0 (71.6)        | 20.7 (69.3)        | 19.1 (66.4)        | 18.4 (65.1)        | 17.8 (64)          | 17.1 (62.8)        | 16.8 (62.2)        | 17.1 (62.8)        | 18.0 (64.4)        | 19.5 (67.1)        | 19.1 (66.4)        |
| 平均最低気温 °C （°F）                                                                                           | 16.9 (62.4)        | 17.8 (64)          | 18.0 (64.4)        | 16.8 (62.2)        | 15.7 (60.3)        | 15.0 (59)          | 14.4 (57.9)        | 14.1 (57.4)        | 14.0 (57.2)        | 14.1 (57.4)        | 14.6 (58.3)        | 14.7 (58.5)        | 15.5 (59.9)        |
| 最低気温記録 °C （°F）                                                                                           | 11.6 (52.9)        | 9.8 (49.6)         | 8.0 (46.4)         | 11.1 (52)          | 10.0 (50)          | 7.0 (44.6)         | 8.0 (46.4)         | 8.0 (46.4)         | 9.0 (48.2)         | 8.0 (46.4)         | 8.8 (47.8)         | 11.0 (51.8)        | 7.0 (44.6)         |
| 降水量 mm （inch）                                                                                               | 1.2 (0.047)        | 0.8 (0.031)        | 1.8 (0.071)        | 0.1 (0.004)        | 0.1 (0.004)        | 0.0 (0)            | 0.0 (0)            | 0.0 (0)            | 0.0 (0)            | 0.2 (0.008)        | 0.0 (0)            | 0.1 (0.004)        | 4.3 (0.169)        |
| 平均降水日数 （≥1.0 mm）                                                                                         | 1.3                | 0.6                | 0.9                | 0.6                | 0.0                | 0.0                | 0.0                | 0.0                | 0.0                | 0.0                | 0.1                | 0.4                | 3.9                |
| % 湿度 | 84                 | 81                 | 81                 | 82                 | 86                 | 84                 | 86                 | 85                 | 86                 | 86                 | 84                 | 82                 | 84                 |
| 出典1：NOAA, Meteo Climat (record highs and lows)                                                                |                    |                    |                    |                    |                    |                    |                    |                    |                    |                    |                    |                    |                    |
| 出典2：Deutscher Wetterdienst (mean temperatures 1949–1985, precipitation days 1970–1990 and humidity 1975–1985) |                    |                    |                    |                    |                    |                    |                    |                    |                    |                    |                    |                    |                    |

## 交通
空港
- Cap. FAP Carlos Martinez de Pinillos 国際空港

道路
- パンアメリカンハイウェイ

## 観光
- 太陽のワカ・月のワカ
- チャンチャン遺跡
- エル・ブルホ遺跡
- セロ・セチン遺跡

## スポーツ
- CDウニベルシダ・セサル・バジェホ - サッカークラブ

## 出身の著名人
- セサル・バジェホ (en:César Vallejo) - 詩人 (1910年から1917年まで居住)
- ビクトル・ラウル・アヤ・デ・ラ・トーレ (en:Víctor Raúl Haya de la Torre) - 政治家
- マリア・フリア・マンティージャ (en:María Julia Mantilla) - ミス・ワールド2004
- ヘンリー・イアン・キュージック - 俳優
- アレクサンダー - モデル、俳優

## 姉妹都市
- トルヒーリョ、スペイン[6]
- ソルトレイクシティ、アメリカ合衆国[7]
- メテペク、メキシコ[8]
- ディケーター、アメリカ合衆国[9]
- トルヒージョ、ベネズエラ
- ティミショアラ、ルーマニア
- トルヒージョ、ホンジュラス